# Troilus és Cressida
A Troilus és Cressida William Shakespeare 1602-ben írt műve.
A nagy vígjátékokat követő darabok Shakespeare legellentmondásosabb művei. Az ún. sötét (keserű) komédiák vagy „problémaszínművek” – Troilus és Cressida (1602), Minden jó, ha vége jó (1603), Szeget szeggel (1604) – a komikumot számolják fel azzal, hogy a vígjátékot tragikus színpadon játszatják és egyben átmenetet jelentenek a nagy vígjátékok és a nagy tragédiák között. A Troilus és Cressida kivételes mű Shakespeare darabjainak sorában; a szándékos homályosság és összetettség, a komédia és a hősiesség, a szatíra és a bosszú, a paródia és a tragédia keveredése jól idomul a modern drámamódokhoz is.

## Szövege és keletkezése
A Troilus és Cressida címe először 1603. február 7-én jelent meg a Stationers’ Registerben, így biztosra vehető, hogy 1602 végén és 1603 elején keletkezett. Nyomtatásban két változata ismeretes; az első az 1609. január 28-án megjelent kvartó-kiadás, amelyből hiányoznak kisebb részek, és nincsen benne felvonás- és jelenetbeosztás (a kvartóból még hiányzó színpadi instrukciók a Fólióban már megjelennek); arról megoszlanak a vélemények, hogy Shakespeare életében előadták-e a darabot. Az 1623-as első Fólióba viszontagságos úton került be; három oldal kiszedése után abbahagyták a munkát, és csak később folytatták, mikor a Fólió többi szövege már készen volt (a Troilus eredeti helyén az Athéni Timon szerepelt). A nyomdászok a kvartóból dolgoztak, melyet feltehetőleg egy kézirat alapján sikerült kijavítaniuk és kiegészíteniük, a Fólió tartalomjegyzékéből viszont a késői megjelenés miatt hiányzik a darab címe. A mai kiadások alapvetően a Fólió szövegét veszik alapul. A darabban a próza és a vers aránya 31% és 69%.
A Troilus és Cressida szövege jóval kevesebb figyelmet kapott, mint más Shakespeare-drámáké. A kritikusok a darab nyelvezete helyett a mondanivalóra koncentrálnak; szinte minden elemzésben előkerül az észszerűség–észszerűtlenség kérdése, az erkölcsösség, az érték, az akarat és az igazság, a hősiesség és a hírnév problémája; gyakori téma a görögök és a trójaiak jelleme, a karakterek szimpatikussága vagy antipatikussága. Az elmondottakból kifolyólag az elemzők kedvence a két tanácsjelenet és a szerelmi jelenetek. A szerelmi szál elemzésekor olyasmik merülnek fel, hogy Troilus szerelmes-e vagy sem, hogy Cressida kurva-e vagy sem, és általában véve sok szó esik Cressida megváltozásáról, a hűségről.

## Fontosabb szereplői
- Priamus, Trója királya
- Hector, Priamus fia
- Troilus, Priamus fia
- Paris, Priamus fia
- Pandarus, Cressida nagybátyja
- Calchas, a görögökhöz átállt trójai pap
- Agamemnon, görög fővezér
- Achilles, görög vezér
- Ajax, görög vezér
- Ulysses, görög vezér
- Thersites, nyomorék és mocskosszájú görög
- Heléna, Menelaus felesége
- Andromache, Hector felesége
- Cassandra, Priamus lánya, jósnő
- Cressida, Calchas lánya

A Troilus szereplői a legtöbb mai színpadot nem elégítik ki. A darabnak egy megbízható főszereplője sincs, aki irányítaná a befogadó reakcióit. A karakterek általában konstans jellemek, az időn kívül állnak; a létüket semmi sem veszélyezteti, csak egyes attribútumaik – pl. a hírnév, amelyet újra és újra táplálni kell, a hűség, amely elmúlik – kerülnek előtérbe. A szereplők tehát típusok, Heléna pl. egy butuska és affektált udvarhölgy, Pandarus és Thersites pedig bohócok, alapvetően szórakoztató figurák. Troilus és Cressida, bár címszereplők, a darabnak csak kb. az egyharmadát kapják meg. Nincs a szó szoros értelmében vett hős, viszont abnormálisan sok a jelentkező a hős posztjára – írja R.J. Kaufmann.

## Cselekménye
A darab cselekménye a trójai háború idején játszódik, elég pontosan követi az Iliasz eseményeit attól a pillanattól, hogy Achilles megtagadja a harcban való részvételt, egészen Hector haláláig.
A darabban két cselekményszál van: az egyikben Troilus – Pandarus segítségével – udvarol Cressidának. A két szerelmes ágyba bújik és biztosítja a másikat örök szerelméről. Cressidát azonban egy politikai alku értelmében átadják a görögöknek. Troilus utána lopakodik a görög táborba, és meglátja, hogy Cressida ott Diomedesszel flörtöl, ezért bosszút esküszik. Ez a szerelmi cselekmény azonban csak a darab egyharmadát teszi ki.
A darab fő cselekménye ugyanis a görög és a trójai haditanácsban játszódik, Agamemnon és Priamus, valamint vezérkaruk részvételével. Agamemnon minden eszközzel azon van, hogy Achillest visszacsalja a harcmezőre Hector ellen. Hector levelet küld a görögöknek, hogy hajlandó kiállni egy görög harcos ellen. Erre a szerepre Ajaxot szemelik ki, de vele végül nem küzd meg Hector. Achilles csak barátja (és egyesek szerint szeretője), Patroclus halála miatt tér vissza a harcba és öleti meg Hectort. Öccse, Troilus, bosszút esküszik.
A darab érdekessége a két haditanács-jelenet, illetve Thersites trágár megnyilvánulásai.
Egy jellemző „beszólását” idézhetjük itt a darabból (Szabó Lőrinc fordítása):
CRESSIDA:
Tűnj el, Troilus! Lát még a szemem,
De már túlragyog az új szerelem.

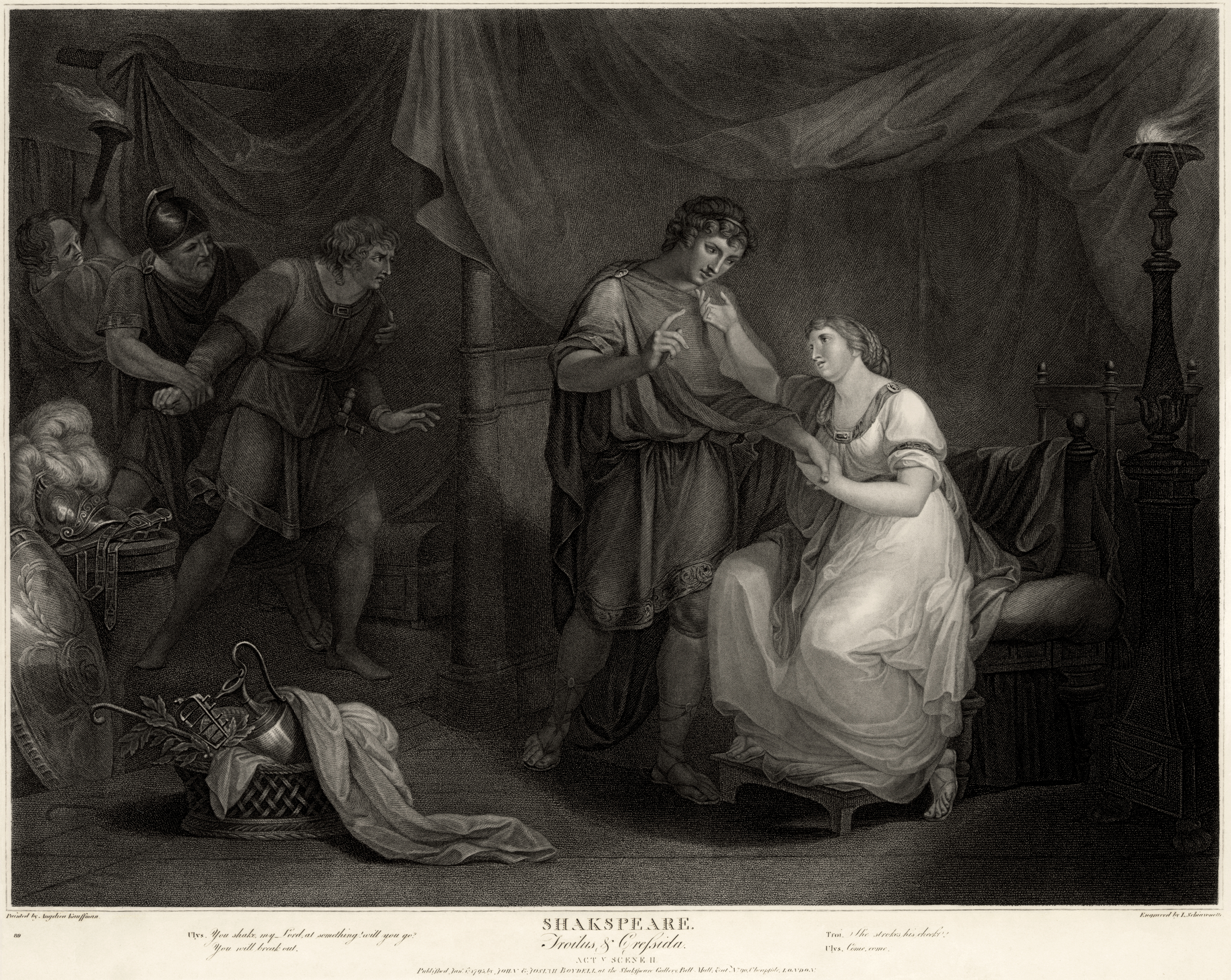
Cressida fogadja Diomedes udvarlását

Ah, mi, szegény nők! Érzem a hibánk:
Kóbor szemünk szab lelkünknek irányt.
Vak út: vak vég! S ebből következik,
Hogy a szem-rab szív folyton vétkezik. (El.)
THERSITES:
Zordabb ítélet önmaga felett
Ez volna csak: „A szívem kurva lett.”

## A darab fogadtatása, értelmezései
A Troilus és Cressida olyannyira zavarba ejti az irodalmárokat, hogy a kritika már születésekor sem tudta hová tenni a darabot. Első kiadásában, az 1609-es kvartóban históriának nevezik; a második kiadás bevezető levele komédiának tekinti. Az első Fólió a tragédiák élére helyezi, a történelmi darabok után. A legelfogadottabb álláspont szerint a darab szatíra vagy tragikus szatíra, sőt tragikomikus szatíra. Talán nem véletlen, hogy az utóbbi időben az elemzők figyelme nem a zsákutcába vezető kategorizálás, hanem a mindenre odafigyelő értelmezés felé fordult. Egyrészről azt mondják, hogy a Troilus hatása igen kevert, sem nem egyszerűen komikus, sem nem tragikus, egyik kategóriába sem illik bele.
A darab zavarba ejtő alkotás. Alapvető tulajdonsága az ellentétpárok sűrű felvonultatása, ami Shakespeare-nél általános jelenség; ennél feltűnőbb az, hogy az egész dráma tele van ellentmondásokkal, fragmentált, széttartó jellegű. Az elemzők többsége a darab furcsaságait, hiányosságait emeli ki. „Elaprózódik, részleteire hull itt minden. […] A különféle nézőpontok egybevetéséből végül is nem alakul ki koherens szemlélet” – írja Kéry László.
A darabban három cselekményszál fonódik össze, mint a Szentivánéji álomban vagy a Vízkeresztben: egy szerelmi játszma (Troilus és Cressida), egy politikai játszma (Agamemnon és Ulysses, Hector és Troilus) és egy lovagi játszma (Hector és Achilles) folyik, de a történetek szakadozottak, nem állnak össze valódi egységgé: ráadásul a szerelmi történet lezáratlan marad, a háborús történet ki sem bontakozik. A darab „dikciója sokszor homályos, szerelmi költészete szenvedélyes és erősen intellektuális. Shakespeare korábbi műveitől abban különbözik, hogy különleges szerepet kapnak benne a színpadi viták, és abban is, hogy nincs benne egy központi karakter, akire a befogadó képzelete támaszkodhatna […] a gondolatok és attitűdök állandó változásban vannak.”
Abban mindenki egyetért, hogy a diszharmónia szándékos, tehát nem Shakespeare kiábrándultsága vagy depressziója idézte elő, mint ahogy sokan gondolták régebben. A Troilus és Cressida szerteágazó értelmezésének az az oka, hogy a szöveg a nézőpontok állandó változtatására, állandó gondolkodásra kényszeríti a befogadót. „Az igazi probléma a darabbal az, hogy a kritikusok képtelenek felismerni a nagyságát.”

## A magyar fordítások története
A Troilus és Cressida magyarországi története 1827-ben kezdődött, amikor egy Tokody János nevű ismert drámaíró mutatványokat jelentetett meg Shakespeare drámájából. E kezdeti kísérlet után a Troilus és Cressida feledésbe merült, az Akadémia sem sorolta be a lefordítandó Shakespeare-drámák közé 1831-ben. Az 1858-ban összegyűlt Shakespeare-fordítók Lévay Józsefnek szánták a darabot, ő azonban nem állt neki a fordításnak. A darab első ismert fordítója Fejes István, aki fordítását 1865-ben nyújtotta be a Kisfaludy Társaságnak. Egy évvel később – újabb bírálat után – a fordítást fölvették a Shakespeare-összes 1870-ben megjelent X. kötetébe.
Az 1900-as első bemutatóhoz azonban már Fábián István átültetését használták (eredeti nevén Zigány Árpád, az ismert fordító, aki, valamiért, álnéven adta közre fordítását). A darab 1900 és 1902 között 19 előadást ért meg. Troilust Beregi Oszkár, Hectort Császár Imre játszotta. Ez nemzetközileg is az egyik legsikeresebb előadás volt. Zigány fordítása határozottan modern hangvételű, igazi színpadi szöveg, amely abszolút szakít a XIX. század hagyományaival. Világos, érthető, és tartalmazza a színpadi instrukciókat is.
Szabó Lőrincet 1939-ben kérte fel Németh Antal a Troilus és Cressida lefordítására. Németh Antal így írt: „a világirodalom egyik legizgalmasabb rendezői problémájának éreztem ezt a Shakespeare-művet, amelynek nemzetközi színpadi sikertelensége is rendkívül izgatott.” Németh tervezett előadásához olyan szöveget akart, amely megeleveníti „a nagy rétori szárnyalást és a legintimebb líra sziromkönnyű bensőségét, a higgadt bölcsesség okos mérsékletét és a tébolyodott nihilizmus szó-őrjöngéseit, a legtisztább rajongást és a legepésebb szarkazmust, a színesen kavargó álmot és a vad realizmust.”
A már három kitűnő fordítást magáénak tudó Szabó Lőrinc 1939 nyarán – közvetlenül a Macbeth után – nekilátott a mű átültetésének, de a háború kitörése miatt félbeszakította a munkát. 1947. február 17-én levelet kapott a Franklin Társulattól, melyben felkérték a fordítás elkészítésére. 1948-ban készült el a darab új, máig használt fordítása, amely az 1948-as Shakespeare-összesben jelent meg először. Az 1948-ban megjelent szöveg 1955 második felében újabb kontrollszerkesztői ellenőrzésen esett át, az 1955-ös kiadásban átdolgozva jelent meg.
Szabó fordításával először a Körszínház adta elő a darabot 1966-ban Kazimir Károly rendezésében, Kozák András (Troilus) és Huszti Péter (Hector) főszereplésével.

## ATroilus és Cressidamagyarországi előadásai
A Színházi adattárban regisztrált bemutatók száma: 9; ugyanitt nyolc színházi felvételen is látható.
| Bemutató             | Hely                             | Rendező           |
| -------------------- | -------------------------------- | ----------------- |
| 1900                 | Nemzeti Színház                  | Beöthy László     |
| 1966. július 9.      | Körszínház                       | Kazimir Károly    |
| 1973. október 22.    | Katona József Színház, Kecskemét | Ruszt József      |
| 1977. március 10.    | Csiky Gergely Színház, Kaposvár  | Babarczy László   |
| 1980. január 26.     | Nemzeti Színház                  | Székely Gábor     |
| 1981. február 27.    | Szigligeti Színház, Szolnok      | Horváth Jenő      |
| 1992. november 9.    | Budapesti Kamaraszínház          | Ruszt József      |
| 1998. február 11.    | Kolozsvári Állami Magyar Színház | Tompa Gábor       |
| 2005. november 4.    | Katona József Színház            | Silviu Purcărete  |
| 2011. július 7.      | Gyulai Várszínház                | Horváth Csaba     |
| 2023. szeptember 22. | Ódry Színpad                     | Nagy Péter István |